# The Heartbreak Kid (2007)
The Heartbreak Kid (bra: Antes Só do que Mal Casado; prt: O Mal Casado) é um filme de comédia romântica e humor de 2007 dirigido pelos irmãos Peter e Bobby Farrelly. Estrelado por Ben Stiller, o filme também conta com Malin Åkerman, Michelle Monaghan, Jerry Stiller, Rob Corddry, Carlos Mencia, Scott Wilson e Danny McBride nos densos papéis principais. 
The Heartbreak Kid é um remake do  filme homônimo de 1972. O filme foi originalmente intitulado The Seven Day Itch, mas Peter Farrelly revelou que os cineastas perderam uma ação judicial sobre o nome. Depois de várias tentativas de encontrar um outro título, o nome The Heartbreak Kid foi escolhido por eles. Como resultado, o filme foi comparado negativamente com a versão de 1993, que não é relacionado com este filme, mas que possui o mesmo nome. O roteiro para o filme de 2007 foi escrito por Leslie Dixon, Scot Armstrong, os irmãos Farrelly e Kevin Barnett.

## Sinopse
Eddie Cantrow é um solteirão de São Francisco e proprietário de uma loja de esportes que jamais teve coragem de ter um relacionamento puramente sério e duradouro. Certo dia, enquanto caminhava, Eddie presencia um ladrão pegando a bolsa de uma mulher e tenta impedi-lo sem sucesso. Ele e a proprietária da bolsa Lila trocam gentilezas, mas não número. Eddie acha que Lila é atraente e engraçada.
Eles começam a namorar e logo depois se tornam noivos. De repente, uma nova oferta de emprego exige que Lila se mude para a Holanda. No entanto, sua empresa tem uma política de não implantar funcionários casados no exterior. Por insistência de seu pai, Doc e seu melhor amigo, Mac, Eddie se casa com Lila depois de namora-lá apenas alguns meses.
Antes da noite de núpcias, Eddie e Lila nunca foram sexualmente íntimos e não passaram muito tempo se conhecendo. Durante a  viagem de carro para a lua-de-mel em Cabo San Lucas, Eddie vai descobrindo coisas novas sobre Lila que o irritam, como cantar incessantemente. Quando chegam ao quarto do resort, fazem sexo pela primeira vez e Eddie descobre que o desejo sexual de Lila é tão selvagem que lhe causa dores físicas. O descontentamento de Eddie se aprofunda quando Lila revela sua história de abuso de cocaína, desvio de septo e seu hábito de cuspir bebidas pelo nariz. Ele descobre que profissionalmente ela era apenas uma voluntária e que o tal "ladrão de bolsas" era na verdade seu ex-marido a quem ela devia dinheiro. Eddie percebe que cometeu um erro ao ter se casado com Lila cedo demais e sem realmente conhecê-la. Ele não está apaixonado por Lila e acha intolerável alguns de seus comportamentos recém-descobertos, além dos maus hábitos dela.
No resort de Los Cabos, administrado pelo tio Tito, Lila se recusa a usar protetor solar, bronzeando-se apenas com óleo de bebê. Ela então culpa Eddie pela dor de sua queimadura solar de segundo grau. Quando o tamanho do erro de Eddie em ter se casado com Lila se aprofunda, ele conhece Miranda, uma turista que está passando as férias com sua família do Mississippi. Eddie se apaixona imediatamente por Miranda e passa a maior parte de sua lua de mel com Miranda e sua família, enquanto Lila está confinada em seu quarto devido às queimaduras solares. Eddie conhece a família de Miranda e causa uma boa impressão a todos, exceto por seu primo, Martin, que sente que Eddie está escondendo alguma coisa. Eddie confia a Mac sobre seus sentimentos por Lila e Miranda, afirmando que ele não quer mais continuar casado com Lila e que cometeu um erro. Ele diz a Mac que está se apaixonando por Miranda, que ele acabou de conhecer.
Algum tempo depois, na mesma noite, há um mal-entendido entre a família de Eddie e Miranda por causa dos gêmeos que Eddie conheceu anteriormente em um casamento. Os gêmeos disseram à família de Miranda que Eddie veio ao México para lamentar sua esposa, morta por um maníaco com um picador de gelo, algo que Eddie lhes disse sarcasticamente. Mais tarde, Eddie decide se divorciar de Lila e tenta trazê-la para o almoço, quando Martin e seu irmão Buzz descobrem seu segredo. Quando Miranda descobre sobre Lila, ela e Eddie caem no oceano e Eddie é atacado por uma água-viva (Lila trata as picadas ao urinar nele). Após o caos, Lila e Miranda o abandonam (Miranda pela mentira de Eddie e Lila pelo desejo dele em se divorciar). Irritada, Lila destrói o passaporte de Eddie.
Eddie entra em depressão e irrita um colega mexicano chamado Manuel com seus problemas. Coagido pelo tio Tito, Eddie decide ir até o Mississippi para fazer as pazes com Miranda. Agentes da patrulha da fronteira pegam Eddie repetidamente tentando atravessar a fronteira ilegalmente com a ajuda de Tito. Eddie finalmente chega a Oxford e ao conhecer a família de Miranda, descobre que ela se casou com seu ex-namorado. Apesar de prometer deixar Miranda em paz, Eddie invade sorrateiramente o seu quarto e acorda Miranda, enquanto o marido dela dorme. Seu marido acorda quando Martin entra e ataca Eddie com um taco de beisebol, até Doc intervir. Eddie concorda em sair se Miranda dizer  que realmente ama seu novo marido, o que ela faz. Eddie vai embora com Doc, enquanto Miranda o olha ansiosamente da varanda enquanto ele se afasta.
Dezoito meses depois, Eddie está divorciado de Lila (tendo perdido sua loja de esportes para ela) e se mudou permanentemente para o México. Algum tempo depois, Miranda chega ao México e reencontra Eddie. Ela diz a ele que deixou o marido e quer ficar com ele. Eddie está emocionado, mas esconde que ele tem uma nova esposa chamada Consuela. No final do filme, Eddie  se encontra na mesma situação.

## Elenco
- Ben Stiller como Edward "Eddie" Cantrow, proprietário de uma loja de esportes e o protagonista principal que se casa muito cedo e passa por turbulências, fazendo com que ele fique louco.
- Malin Åkerman como Lila Cantrow, a esposa de Eddie, que a princípio é tudo o que ele quer, mas depois acaba se tornando  um pesadelo total.
- Michelle Monaghan como Miranda, uma mulher que Eddie conhece no México e acredita ser sua verdadeira alma gêmea.
- Jerry Stiller como Doc Cantrow, o pai de Eddie, que costuma visitar Las Vegas e dá a Eddie dicas bastante vulgares sobre mulheres.
- Rob Corddry como Mac, o melhor amigo de Eddie que está em um casamento em dificuldades.
- Carlos Mencia como tio Tito, o proprietário do hotel onde Eddie e Lila ficam em lua de mel.
- Danny McBride como Martin, primo de Miranda, que desconfia de Eddie e o trata friamente.
- Roy Jenkins como Buzz, irmão de Martin que trata Eddie de maneira mais justa.
- Ali Hillis como Jodi, ex-namorada de Eddie, que se casa no início do filme.
- Scott Wilson como Boo, tio de Miranda e pai de Martin e Buzz.
- Amy Sloan como Deborah, esposa de Martin.
- Kayla Kleevage como mulher peituda que está em cena com Doc na banheira de hidromassagem durante sua conversa por telefone com Eddie.
- Stephanie Courtney como Gayla, esposa de Buzz.
- Polly Holliday como Beryll, esposa de Boo, tia de Miranda e mãe de Martin e Buzz,
- Eva Longoria como Consuelo Cantrow, esposa mexicana de Eddie no final do filme.
- Lauren Bowles como Tammy, esposa de Mac, que acaba em um casamento disfuncional com ele.
- Luis Accinelli como Manuel, um mexicano idoso que Eddie irrita depois de ficar preso no México.
- Jerry Sherman como Anderson, avô de Miranda.

## Promoção
Durante a pré-estréia do filme na Comic Convention Con em San Diego, Califórnia de 2007, uma cena de sexo do filme foi cortada devido a reação para a nudez em filmes anteriores na convenção, como 300 e Borat.

## Recepção

### Resposta da crítica
The Heartbreak Kid recebeu críticas negativas na maior parte dos críticos de cinema. Rotten Tomatoes dá ao filme uma pontuação de 29%, com base em 157 opiniões. No Metacritic, o filme teve uma pontuação média de 46 de 100, baseado em 30 avaliações, o que indica "críticas mistas ou médias".
Peter Travers (da Rolling Stone) declarou que o filme era o Pior Remake do ano em sua lista dos piores filmes de 2007.

### Bilheteria
O filme arrecadou $14,022,105 em 3.219 cinemas em seu fim de semana de abertura, colocando-o em segundo lugar nas bilheterias dos Estados Unidos e Canadá. O filme acabou arrecadando um total de $ 127,766,650 em todo o mundo—$36,787,257 dólares na América do Norte e $90,979,393 em outros territórios.